# 5185 Alerossi
5185 Alerossi (1990 RV2) là một tiểu hành tinh vành đai chính được phát hiện ngày 15 tháng 9 năm 1990 bởi H. E. Holt ở Palomar.